# Метрика Пуанкаре
Метрика Пуанкаре на гіперболічній рімановій поверхні - узгоджена з комплексною структурою метрика постійної від'ємної кривини на ній. На одиничному диску D задається формулою
{\displaystyle ds^{2}={\frac {|dz|^{2}}{(1-|z|^{2})^{2}}}.}
На будь-яку іншу поверхню S, універсальним накриттям над якою є диск, метрика Пуанкаре коректно спускається факторизацією, оскільки метрика на диску інваріантна відносно його автоморфізмів.

## Властивість
Метрика Пуанкаре інваріантна відносно автоморфізмів ріманової поверхні, і (як стверджує теорема Шварца — Піка) не збільшується довільним голоморфним відображенням.